# Provinzen Kubas
Kuba ist in fünfzehn Provinzen und ein Spezial-Municipio eingeteilt.

## Liste der Provinzen
In Kuba gibt es folgende Provinzen (von West nach Ost):
1. Isla de la Juventud (Sonderverwaltungsgebiet)
2. Pinar del Río
3. Artemisa
4. La Habana
5. Mayabeque
6. Matanzas
7. Cienfuegos
8. Villa Clara
9. Sancti Spíritus
10. Ciego de Ávila
11. Camagüey
12. Las Tunas
13. Granma
14. Holguín
15. Santiago de Cuba
16. Guantánamo

Am 1. Januar 2011 wurde die Provinz La Habana aufgelöst. Es entstanden zwei neuen Provinzen Artemisa und Mayabeque. Die Provinz Ciudad de La Habana bekam den Namen der alten Provinz La Habana. Die Neueinteilung der Provinzen war Teil einer Verwaltungsreform, welche auch eine klarere Arbeitsteilung der Poder Popular und eine Erweiterung der Kompetenzen der einzelnen Provinzen vorsieht. Außerdem sollte durch die Schaffung neuer regionaler Zentren das Zugehörigkeitsgefühl der dort lebenden Kubaner gestärkt und die Qualität der staatlichen Dienste effizienter gestaltet werden.

## Geschichte

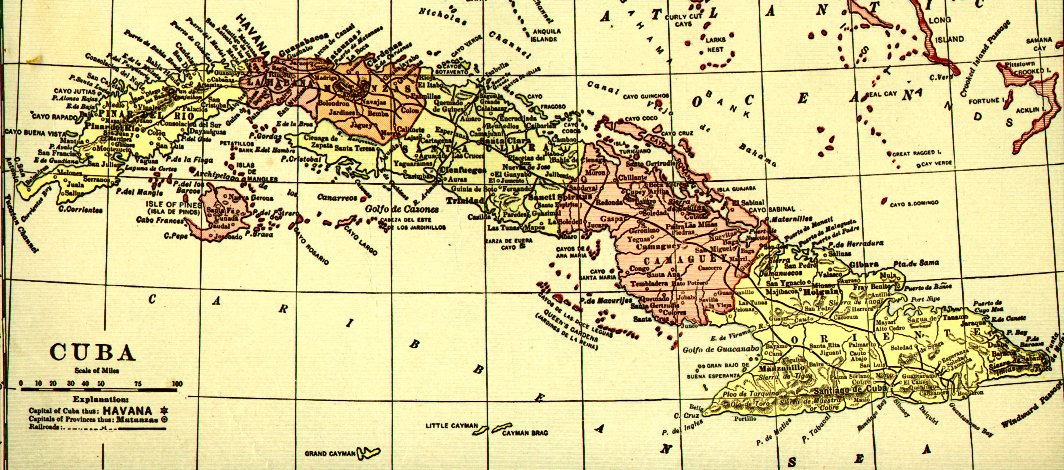
Kubas historische Provinzen, auf eine Karte von 1910

### 1827–1878
1827 wurde Kuba von der spanischen Kolonialregierung in drei Departamentos aufgeteilt:
- Occidental
- Central
- Oriental

### 1878–1976
Die spanische Kolonialregierung untergliederte Kuba im Jahr 1878 (oder 1879, je nach Quelle) in sechs Provinzen:
- Pinar del Río
- Matanzas
- Las Villas (vor 1940: Santa Clara), umfasste die Provinz die heutigen Provinzen Cienfuegos, Villa Clara und Sancti Spíritus
- La Habana, bestehend aus den heutigen Provinzen Artemisa, Mayabeque und La Habana
- Camagüey (vor 1899: Puerto Príncipe), umfasste die heutigen Provinzen Camagüey und Ciego de Ávila
- Oriente (vor 1905: Santiago de Cuba), umfasste die heutigen Provinzen Las Tunas, Granma, Holguín, Santiago de Cuba und Guantánamo

## Demografische Daten
| Provinz             | Hauptstadt            | Einwohner  | Fläche (km²) | Frauenrate 1 | Urbanisierungsgrad (%) | Bevölkerungsdichte |
| ------------------- | --------------------- | ---------- | ------------ | ------------ | ---------------------- | ------------------ |
| Artemisa            | Artemisa              | 494.631    | 4.003,24     | 983          | 70,6                   | 123,6              |
| Camagüey            | Camagüey              | 771.905    | 15.386,16    | 995          | 77,9                   | 50,2               |
| Ciego de Ávila      | Ciego de Ávila        | 426.054    | 6.971,64     | 975          | 73,6                   | 61,1               |
| Cienfuegos          | Cienfuegos            | 404.228    | 4.188,61     | 973          | 82,0                   | 96,5               |
| La Habana           | Havanna               | 2.106.146  | 728,26       | 1088         | 100,0                  | 2.892,0            |
| Granma              | Bayamo                | 834.380    | 8.374,24     | 976          | 61,3                   | 99,6               |
| Guantánamo          | Guantánamo            | 515.428    | 6.167,97     | 1004         | 63,7                   | 83,6               |
| Holguín             | Holguín               | 1.035.072  | 9.215,72     | 982          | 66,1                   | 112,3              |
| Isla de la Juventud | Nueva Gerona          | 84.751     | 2.419,27     | 981          | 82,6                   | 35,0               |
| Las Tunas           | Victoria de Las Tunas | 532.645    | 6.592,66     | 971          | 65,2                   | 80,8               |
| Matanzas            | Matanzas              | 694.476    | 11.791,82    | 996          | 83,3                   | 58,9               |
| Mayabeque           | San José de las Lajas | 376.825    | 3.743,81     | 970          | 73,5                   | 100,7              |
| Pinar del Río       | Pinar del Río         | 587.026    | 8.883,74     | 967          | 64,3                   | 66,1               |
| Sancti Spíritus     | Sancti Spíritus       | 463.458    | 6.777,28     | 983          | 72,8                   | 68,4               |
| Santiago de Cuba    | Santiago de Cuba      | 1.049.084  | 6.227,78     | 1011         | 71,2                   | 168,5              |
| Villa Clara         | Santa Clara           | 791.216    | 8.411,81     | 994          | 77,8                   | 94,1               |
| Kuba                | Havanna               | 11.167.325 | 109.884,01   | 995          | 76,8                   | 101,6              |

1Anzahl der Frauen, die rechnerisch auf 1000 Männer kommen

Stand: Volkszählung 2012 (Censo de Población y viviendas 2012)

## Präsidenten der Provinzparlamente
Die Präsidenten der Asamblea Provincial del Poder Popular  (Provinzversammlungen der Volksmacht) einer jeden Provinz des Landes.
| Provinz             | Präsident des Provinzparlamentes |
| ------------------- | -------------------------------- |
| Artemisa            | Raúl Rodríguez Cartaya           |
| Camagüey            | Jesús García Collazo             |
| Ciego de Ávila      | José Ignacio Quiñones Venegas    |
| Cienfuegos          | Rolando Díaz González            |
| Granma              | Jesús Antonio Infante López      |
| Guantánamo          | Luis Fernando Navarro Martínez   |
| Holguín             | Vivian Rodríguez Gordín          |
| Isla de la Juventud | Roberto Unger Pérez              |
| La Habana           | Marta Hernández Romero           |
| Las Tunas           | Víctor Luis Rodríguez Carballosa |
| Matanzas            | Tania León Silveira              |
| Mayabeque           | Tamara Valido Benítez            |
| Pinar del Río       | Ernesto Barreto Castillo         |
| Sancti Spíritus     | Fidel Pérez Luzbert              |
| Santiago de Cuba    | Rolando Yero García              |
| Villa Clara         | Alexander Rodriguez Rosada       |